# Filip Michajlow
Filip Michajlow (bulgarisch Филип Михаилов; * 10. Juli 1998 in Strumica) ist ein bulgarisch-nordmazedonischer Fußballspieler.

## Karriere
Michajlow begann seine Karriere in der Akademija Pandev. Zur Saison 2015/16 rückte er in den Kader der ersten Mannschaft des damaligen Drittligisten. Mit dem Team stieg er zu Saisonende in die Vtora Makedonska Liga auf. Im Februar 2017 wurde er an den FK Horizont Turnovo verliehen. Im November 2017 kehrte er in die Akademija zurück, die inzwischen in seiner Abwesenheit in die Prva Makedonska Liga durchmarschiert war. Sein Debüt im Oberhaus gab er anschließend im März 2018. Bis zum Ende der Saison 2017/18 kam er zu neun Einsätzen in der höchsten mazedonischen Spielklasse. In der Saison 2018/19 kam er ebenfalls neunmal zum Einsatz.
Zur Saison 2019/20 wurde er an den GFK Osogovo verliehen. Zur Saison 2020/21 kehrte er wieder in die Akademija zurück, ehe er im August 2020 an den Ligakonkurrenten FK Belasica Strumica verliehen wurde. Für Belasica kam er zu 26 Einsätzen in der Prva Liga, das aber zu Saisonende aus dieser abstieg. Zur Saison 2021/22 kehrte Michajlow abermals zu Pandev zurück, wo er noch einmal zum Einsatz kam, ehe er im September 2021 dann fest zum Zweitligisten Belasica wechselte. Im Januar 2023 wechselte der Mittelfeldspieler zum österreichischen Regionalligisten FC Marchfeld Donauauen. Bis zum Ende der Saison 2022/23 kam er zu 13 Einsätzen in der Regionalliga.